# Cariblatta venezuelana
Cariblatta venezuelana är en kackerlacksart som beskrevs av Karlis Princis 1951. Cariblatta venezuelana ingår i släktet Cariblatta och familjen småkackerlackor.
Artens utbredningsområde är Venezuela. Inga underarter finns listade.